# Kamjanka (Krym)
Kamjanka (ukr. Кам'янка, ros. Каменка, Kamienka) – wieś na Ukrainie, w Autonomicznej Republice Krymu (de iure stanowiącej integralną część państwa ukraińskiego, w 2014 anektowanej przez Rosję i odtąd funkcjonującej jako Republika Krymu), w rejonie perwomajskim. W 2001 liczyła 214 mieszkańców, wśród których 37 wskazało jako ojczysty język ukraiński, 78 rosyjski, 93 krymskotatarski, 1 białoruski, 3 ormiański, a 2 inny. Według spisu ludności przeprowadzonego przez okupacyjne władze rosyjskie populacja wsi w 2014 wynosiła 171 osób.